# La dura legge
La dura legge (One Potato, Two Potato) è un film del 1964 diretto da Larry Peerce.
Il film fu presentato in concorso al 17º Festival di Cannes, dove Barbara Barrie vinse il premio per la miglior interpretazione femminile.
La sceneggiatura fu candidata agli Oscar.
Fu girato prevalentemente a Painesville (Ohio).

## Trama
Una donna americana separata con una figlia si innamora di un afro-americano e i due si sposano; l'ex marito ritorna e chiede al tribunale l'affido della figlia.

## Critica
«Dramma sociorazziale... oggi svela il facile manicheismo del suo assunto.» ** 

## Riconoscimenti
- Festival di Cannes 1964
  - Miglior interpretazione femminile (Barbara Barrie)